# Frente da Macedônia
A Frente da Macedônia da Primeira Guerra Mundial, também conhecida como Frente de Salônica (por conta de Salônica), foi formada como resultado de uma tentativa dos Aliados de ajudar a Sérvia, no outono de 1915, contra o ataque combinado do Império Alemão, da Áustria-Hungria e da Bulgária. A expedição chegou tarde demais e com força insuficiente para evitar a queda da Sérvia e foi complicada pela crise política interna na Grécia (o "Cisma Nacional"). Eventualmente, uma frente estável foi estabelecida, passando da costa adriática albanesa para o rio Struma, enfrentando uma força multinacional aliada contra o exército búlgaro, que foi em vários momentos reforçada com unidades menores das outras Potências Centrais. A Frente da Macedônia manteve-se bastante estável, apesar das ações locais, até a grande ofensiva aliada em setembro de 1918, que resultou na capitulação da Bulgária e na libertação da Sérvia.